# Dejeania bombylans
Dejeania bombylans är en tvåvingeart som först beskrevs av Fabricius 1798.  Dejeania bombylans ingår i släktet Dejeania och familjen parasitflugor. Inga underarter finns listade i Catalogue of Life.